# Mutela alata
Mutela alata é uma espécie de bivalve da família Unionidae.
É endémica do Malawi.
Os seus habitats naturais são: lagos de água doce.